# Адельгейда Гогенлоэ-Лангенбургская
Принцесса Адельгейда Гогенлоэ-Лангенбургская (нем. Prinzessin Adelheid zu Hohenlohe-Langenburg; 20 июля 1835, Лангенбург — 25 января 1900, Дрезден) — принцесса Гогенлоэ-Лангенбургская, племянница королевы Виктории, мать Августы Виктории, германской императрицы, в замужестве герцогиня Шлезвиг-Гольштейнская.

## Предложение Наполеона III
В 1852 году к Адельгейде сватался французский император Наполеон III, после того, как получил отказ от Каролы, принцессы Швеции. Свою возможную невесту он никогда не видел. Это был бы союз лишь из-за политических целей, так как Адельгейда была племянницей английской королевы Виктории и этот брак помог бы Франции установить тесные контакты с Великобританией.
Брак так и не состоялся, во многом из-за нежелания королевы выдавать свою племянницу, да и из-за родителей принцессы, которые были против брака по причине раннего возраста невесты. Наполеон III позже женился на испанке Евгении Монтихо. Принцесса же вышла замуж за Фридриха Августенбургского, который в 1864 году провозгласил себя герцогом Шлезвиг-Гольштейна под именем Фридриха VIII.

## Дети
11 сентября 1856 года она вышла замуж за Фридриха Августенбургского. В этом браке родилось семеро детей:
- Фридрих (1856—1857), принц Шлезвиг-Гольштейн-Зондербург-Августенбургский
- Августа Виктория (1858—1921), вышла замуж за германского императора и короля прусского Вильгельма II.
- Каролина Матильда (1860—1932), вышла замуж за Фридриха Фердинанда, герцога Шлезвиг-Гольштейн-Зондербург-Глюксбургского.
- Герман (1862), принц Шлезвиг-Гольштейн-Зондербург-Аугустенбургский
- Эрнст Гюнтер (1863—1921), титулярный герцог Шлезвиг-Гольштейнский
- Луиза София (1866—1952), вышла замуж за принца Фридриха Леопольда Прусского.
- Феодора Адельхайд (1874—1910)